# Bickenbach, Rhein-Hunsrück
Bickenbach là một đô thị ở huyện Rhein-Hunsrück, bang Rheinland-Pfalz, phía tây nước Đức.